# Raiden (Metal Gear)
Raiden (japonés: 雷電), cuyo nombre real es Jack, es un personaje ficticio de la serie de videojuegos Metal Gear de Konami. El personaje fue creado por Hideo Kojima y diseñado por Yoji Shinkawa, fue presentado en la serie como el personaje principal del juego de 2001 Metal Gear Solid 2: Sons of Liberty. En el videojuego, Raiden parece ser miembro de la unidad de operaciones especiales de EE. UU. FOXHOUND y participa en su primera misión contra terroristas. A pesar de ser un novato, es un joven soldado que luego se reveló como un niño soldado de Liberia. Raiden también aparece como un personaje secundario en Metal Gear Solid 4: Guns of the Patriots, en el que asiste al protagonista de la serie Solid Snake en su lucha contra las fuerzas de Revolver Ocelot. También es el personaje principal del juego Metal Gear Rising: Revengeance, en el que se enfrenta su pasado y su vida actual como un combatiente que se enfrenta a enemigos de compañías militares privadas.
Raiden, quien se inspiró en las historias de Sherlock Holmes y en una carta de un fan que deseaba que un personaje más joven apareciera en la serie, se originó en el deseo de Hideo Kojima de ver Solid Snake desde un punto de vista diferente. La inclusión de Raiden en Metal Gear Solid 2 se mantuvo en secreto a los jugadores, antes de su debut a pesar de las reacciones de algunos jugadores, al personal le gustó el personaje. Para atraer a los fanáticos de la serie que inicialmente no le gustaba Raiden, el personaje fue rediseñado para Metal Gear Solid 4 y nuevamente en Metal Gear Rising: Revengeance retratando un lado más oscuro del personaje. En japonés, el personaje es interpretado por Kenyu Horiuchi y en inglés por Quinton Flynn.
El debut de Raiden como protagonista en Metal Gear Solid 2 fue polémico debido a su inesperada sustitución por el héroe establecido Solid Snake. Algunos críticos defendieron al personaje, afirmando que los fanáticos estaban simplemente enojados por la eliminación del primero y que este último era atractivo. A pesar de esta recepción mixta, Raiden ha sido elogiado por su rol y rediseño en Metal Gear Solid 4, y aún más por Metal Gear Rising: Revengeance.

## Historia

### Infancia
En los años 80, Jack participó en la Primera guerra civil en Liberia. Era el mejor soldado de un grupo formado por niños soldado, por lo que recibió el liderazgo del batallón y el apodo «Jack el Destripador» y «Demonio Blanco» (probablemente por el color de su pelo). En esa época conoció a George Sears (Solidus Snake), quien le adiestró y le enseñó todas sus habilidades como soldado y guerrero. Al finalizar el conflicto, el resto de los miembros de su unidad regresaron a sus respectivos países, conviviendo con su dolor y recuerdos de infancia, sin embargo Jack los reprimió, olvidando temporalmente su pasado.

### Metal Gear Solid 2: Sons of Liberty
Al regresar a los Estados Unidos, Jack fue captado por los Patriots. Fue sometido a un entrenamiento en realidad virtual, aprendiendo el manejo de armas, desarrollando sus habilidades y el pensamiento estratégico en un entorno digital. Debido a éste adiestramiento Jack desarrolló una falta de sensación de la realidad, llegando a dudar de sus propios recuerdos. En 2009, dos años después del incidente del buque Discovery, Jack fue enviado al Big Shell en una misión de infiltración. Al principio recibió el nombre en clave de Snake, pero poco después Roy Campbell decidió cambiarlo por Raiden, quien supuestamente era un joven miembro de FOXHOUND, enviado en su primera misión de combate real desde que inició su entrenamiento virtual.
Su misión consistía en infiltrarse en la instalación, descubrir la ubicación de los rehenes, en especial del Presidente de los Estados Unidos, y rescatarlos. Raiden entró rápidamente en contacto con los principales miembros de Dead Cell, Fortune y Vamp, los cuales habían tendido una trampa al grupo S.E.A.L. enviados por el Gobierno. A continuación conoció a Iroquois Pliskin, único miembro superviviente de la emboscada tendida por Dead Cell. Gracias a su ayuda sumando a la de Peter Stillman, Raiden encontró y desactivó una serie de bombas colocadas por Fatman para hundir el Big Shell en caso de necesidad. Tras derrotar a Fatman, Raiden conoció a un ciborg-ninja, cuyo aspecto y habilidades recordaba a Gray Fox.
Este ninja le entregó un uniforme del ejército ruso liderado por Olga Gurlukovich. Entonces Raiden se infiltró en la sala donde tenían a los rehenes, conoció a Richard Ames, quien puso a Raiden al día de las verdaderas intenciones de Dead Cell. A continuación entró en contacto con el presidente Johnson, que le explicó que era un títere de los Patriots, al igual que Raiden. Tras estos dos contactos, Raiden empezó a entender su situación y la verdad oculta bajo el Big Shell, el Arsenal Gear que contaba con un arma muy poderosa en su armamento: GW; un programa capaz de modificar la información a conveniencia de los Patriots para controlar a la sociedad. Para acabar con el sistema informático GW necesitaban encontrar a Emma Emerich, para poder introducir un virus informático que imitaba a FOXDIE. En su camino en busca de Emma, Raiden se enfrentó a Solidus Snake en un combate donde Solidus se enfrentó con Raiden en los mandos de un avión de despegue vertical Harrier, quien perdió su ojo izquierdo durante el combate y donde Iroquois se reveló como Solid Snake demostrándose que Snake sobrevivió al incidente del Barco de dos años atrás.
Raiden la encontró y rescató del área del Big Shell en la que se encontraba, la cual se estaba inundando lentamente. En su camino de vuelta a la primera sección, Emma fue sorprendida por Vamp, que la utilizó como escudo humano, asestándole un último golpe mortal antes de ser derrotado por Raiden. Snake logró introducir parcialmente el virus antes de que el sistema del Arsenal Gear bloqueará el acceso. Otacon tuvo el tiempo suficiente para reconciliarse y despedirse de su hermana. En ese momento, el acceso al Arsenal Gear se había vuelto muy restringido, y necesitaban una forma de entrar, Snake y el ciborg ninja dejaron inconsciente a Raiden, traicionándole supuestamente.
Al despertar, Raiden se encontraba en una sala de tortura similar a la que Snake estuvo en Shadow Moses. Ese fue su segundo encuentro con Solidus, instante en el que le fue revelado el pasado que había reprimido. Gracias a Olga Gurlukovich, que se había disfrazado como el ciborg-ninja, Raiden logró escapar y encontrarse con Solid Snake, recuperando su equipo y recibiendo una nueva arma, una katana japonesa. A continuación, Snake se enfrentó a Fortune y Raiden a un batallón de Metal Gear Rays controlados por Solidus Snake, hasta el momento en que el virus se activó y descontroló a los Rays.
Al finalizar el combate, Raiden y Snake fueron capturados nuevamente por Dead Cell, pero en esta ocasión, Fortune y Solidus fueron traicionados por Revolver Ocelot. Ocelot se reveló como secuaz de los Patriots, su misión consistía en vigilar a Solidus y Dead Cell para asegurar de que el desarrollo de los acontecimientos se producía en el orden correcto. La supuesta acción terrorista era realmente la fase final del entrenamiento de Raiden, la situación imitaba lo ocurrido en Shadow Moses. Al intentar escapar con el Metal Gear Ray, Ocelot fue poseído por Liquid Snake, Solid se arrojó al mar tras su hermano.
El Arsenal Gear avanzó bajo el agua hasta estrellarse en Nueva York, Raiden y Solidus se enfrentaron en un combate con katanas, finalizando con la muerte de Solidus. Raiden descubrió que no sabía quien era, ni de donde provenía, pero a partir de ese momento se esforzaría en crear un nuevo futuro. Libre de sus vínculos con los Patriots, Raiden comenzó una nueva vida al lado de Rosemary, pero lentamente comenzó a recordar los trágicos y tortuosos momentos de sus días como niño soldado. Esto causó tensiones en su relación y acabó por abandonarla.

### Metal Gear Solid 4: Guns of the Patriots
Algunos años después, Raiden supo que Sunny, hija de Olga Gurlukovich, estaba viva pero en poder de Los Patriots, en el área 51. Consiguió rescatar a Sunny con la ayuda del grupo de resistencia contrario a los Patriots, el ejército Paradise Lost, comandados por Big Mama. Tras enterarse del aborto de Rosemary y su posterior boda con Roy Campbell, Raiden quedó devastado. Dejó a Sunny al cuidado de Hal Emmerich y Solid Snake, y comenzó a trabajar para recuperar los restos de Big Boss que seguían en manos de los Patriots, con la intención de dárselos a los soldados de Paradise Lost. Eso hizo que fuera capturado. Mientras lo mantuvieron prisionero, los Patriots utilizaron a Raiden en experimentos de cirugía de potenciación mediante exoesqueletos. Raiden fue sujeto a todo tipo de pruebas de investigación de los Patriots para crear un soldado perfecto, tal y como hicieron con Gray Fox cuando lo convirtieron en el potentísimo Cyborg Ninja, aunque bajo el efecto de fuertes drogas. Con la ayuda del ejército Paradise Lost, Raiden consiguió escapar de su cautiverio. Tras someterse a cirugía para liberar su cuerpo de las nanomáquinas implantadas por los Patriots, consiguió recuperar los restos de Big Boss que ellos retenían. Pero las mejoras implantadas en el cuerpo de Raiden eran demasiado importantes y poderosas como para poder llevar una existencia normal, así que decidió desaparecer de la vida de su prometida, Rosemary. En sus idas y venidas por el mundo, Raiden estudió técnicas de reconocimiento bajo la enseñanza de un chamán nativo norteamericano que vivía en Alaska. También aprendió a cazar. Tras recibir órdenes de Big Mama para que ayudara a Solid Snake y lo llevara hasta los soldados de Paradise Lost, Raiden volvió al campo de batalla una vez más.
Fue entonces, durante los actos de Metal Gear Solid 4, que Jack estuvo a punto de perder su vida al ayudar en varios momentos a Snake. Peleó arduamente contra Vamp en Sudamérica para asegurarle una vía de escape segura a Snake en el Helicóptero pilotado por Otacon, terminando con graves heridas que solo el Dr. Madnar podría ayudar a sanar. Tiempo después volvió a encontrarse, en Shadow Moses, frente a un Vamp sin la capacidad de regeneración que lo mantenía con vida, gracias a Snake que le inyectó los supresores de namomáquinas y luchó a muerte con éste, provocando así el fin del asesino de Emma Emmerich, que moriría minutos más tarde gracias a Naomi Hunter. En el escape de la isla a bordo del Metal Gear REX, Raiden queda atrapado bajo unos escombros. 
Después de esto, Raiden, al ver a su amigo a punto de sucumbir ante la desesperanza, se corta un brazo y detiene el avance del coloso Outer Haven, salvando así, una vez más la vida de Snake. Tras esto, Jack perdió el otro brazo. Finalmente, Raiden acude por última vez en ayuda de Snake a bordo de Outer Haven, lucha sin brazos contra un grupo de FROGS, donde finalmente gracias a la desconexión de GW, él sobrevive. Tiempo después sería rearmado con un nuevo exoesqueleto que asemeja el cuerpo humano casi completamente, se reencontraría con Rosemary, quien le contaría toda la verdad tras su falso matrimonio con Roy Campbell, y le presentaría a su pequeño hijo, el pequeño John.